# Sonic hedgehog
La proteina sonic hedgehog (SHH) è una delle tre proteine della famiglia delle hedgehog; le altre due sono la desert hedgehog (DHH) e la indian hedgehog (IHH). SHH è uno dei ligandi più studiati della via di segnalazione di hedgehog (hedgehog signaling pathway); questa via è fondamentale nella regolazione dell'organogenesi nei vertebrati, per esempio nel differenziamento delle dita e degli arti, nell'organizzazione del sistema nervoso e dei denti.
La proteina sonic hedgehog è il migliore esempio di molecola morfogenetica: tale molecola si diffonde producendo un gradiente di concentrazione, e le cellule dell'embrione si sviluppano in tessuti diversi, a seconda della concentrazione locale di SHH. Ma tale molecola è importante anche nell'età adulta: controlla la divisione cellulare delle cellule staminali adulte ed è implicata in alcuni tipi di cancro.

## Scoperta
Il gene hedgehog (hh) fu scoperto da Eric Wieschaus e Christiane Nüsslein-Volhard nel 1978. La mappatura del gene che controllava lo schema di segmentazione degli embrioni di  Drosophila melanogaster meritò a entrambi il Premio Nobel per la Fisiologia e la Medicina nel 1995.
Il gene hh perdeva la sua funzione in un embrione mutante che si presentava con dentelli (piccole estroflessioni), proprio come un riccio da cui il gene ha preso il nome inglese hedgehog.
La ricerca di equivalenti nei mammiferi ha rivelato l'esistenza di tre omologhi. I primi due furono chiamati desert hedgehog e indian hedgehog con i nomi di due specie di riccio, mentre all'ultimo, il sonic hedgehog, fu dato il nome di un personaggio (Sonic the Hedgehog) di un videogioco della SEGA.

## Funzione
Degli omologhi di hh, Shh è quello con il ruolo più critico nello sviluppo, agendo da morfogeno coinvolto nella strutturazione di molti sistemi, inclusi gli arti, le strutture mediane del cervello, la notocorda, il talamo ed i denti.
Mutazioni nel gene umano del gene sonic hedgehog possono causare la diprosopia e l'oloprosencefalia tipo 3 (HPE3), cioè la perdita della linea mediale ventrale dell'embrione. Shh è secreto dalla cosiddetta zona di attività polarizzante (ZPA), localizzata nella zona posteriore dell'abbozzo degli arti dell'embrione. La via di trascrizione di Shh è anche collegata alla formazione di specifici tipi di tumori.
Più recentemente è stato scoperto che Shh pare agisca come "guida" per gli assoni dei neuroni: attrae gli assoni delle cellule gangliali retiniche (RGC) alle basse concentrazioni e li respinge alle concentrazioni più elevate. La mancanza di Shh sembra anche bloccare la crescita dei nascenti arti posteriori nei cetacei, oltre che nei serpenti, nei quali la mutazione di piccole sequenze all'interno del gene Shh ha portato durante l'evoluzione alla perdita degli arti.

## Modificazioni post-traduzionali

Processing of SHH.

SHH va incontro ad una serie di modificazioni post traduzionali prima di essere secreto dalla cellula. Appena sintetizzato SHH pesa 45 kDa, e in questa forma abbiamo la cosiddetta preproproteina. Appena sintetizzata dal ribosoma, essa contiene una corta sequenza segnale all'estremità amminica, che è riconosciutoa da una particella che la trattiene all'interno del Reticolo endoplasmatico rugoso (RER). Il segnale è poi rimosso da una peptidasi del segnale. Infine SHH si autoprocessa generando un dominio segnale ammino-terminale da 20 kDa (SHH-N) e un dominio carbossi-terminale da 25 kDa dalla funzione sconosciuta. Il taglio è catalizzato da una proteasi. Durante la reazione, una molecola di colesterolo è aggiunta all'estremità carbossilica di SHH-N. Qui il dominio C-terminale funziona come un'inteina (sequenza peptidica in grado di autotagliarsi e di legare le rimanenti regioni della proteina d'origine) e da colesterol-transferasi. Un altro gruppo funzionale idrofobico, un palmitato, è aggiunto alla cisteina dell'estremità amminica di SHH-N. Quest'ultima modificazione è richiesta per un segnale efficiente, dacché la lipoproteina palmitata è 30 volte più potente di quella non-palmitata.